# Istana Lama Seri Menanti

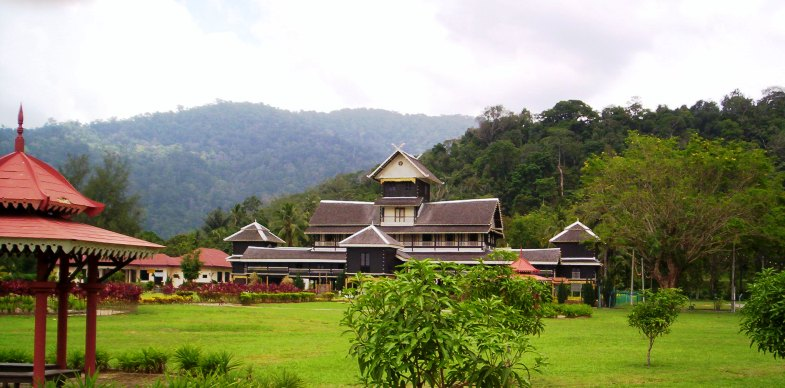
Der Istana Lama Seri Menanti

Der Istana Lama Seri Menanti (alter Palast Seri Menanti) gilt als eine der bedeutendsten Sehenswürdigkeiten im malaysischen Bundesstaat Negeri Sembilan. Der aus Holz gebaute Palast wurde zwischen 1902 und 1908 als Residenz für das Staatsoberhaupt (Yamtuan Besar) von Negeri Sembilan errichtet. Dabei halten nicht Nägel, sondern Hartholzstäbe die Stämme zusammen, aus denen der Palast gebaut wurde. Heute fungiert der Istana Lama Seri Menanti als Museum.